# ميرفا أوفلاز
ميرفا أوفلاز (بالتركية: Merve Oflaz)‏ هي ممثلة تركية ولدت في يوم 23 مايو 1988 في مدينة إسطنبول، بدأت التمثيل في سنة 2010، مثلت دور عايشه خاتون في مسلسل حريم السلطان و دور أويا في مسلسل القروية الجميلة.

## روابط خارجية
- ميرفا أوفلاز على موقع IMDb (الإنجليزية)
- ميرفا أوفلاز على موقع روتن توميتوز (الإنجليزية)